# Boana aguilari
Espèce
Synonymes
- Hypsiboas aguilari Lehr, Faivovich, and Jungfer, 2010

Boana aguilari est une espèce d'amphibiens de la famille des Hylidae.

## Répartition
Cette espèce est endémique du Pérou. Elle se rencontre entre 1 225 et 2 080 m d'altitude dans les régions de Pasco et de Junín.

## Étymologie
Cette espèce est nommée en l'honneur de César Augusto Aguilar Puntriano.

## Publication originale
- Lehr, Faivovich & Jungfer, 2010 : A new Andean species of the Hypsiboas pulchellus group: adults, calls and phylogenetic relationships. Herpetologica, vol. 66, no 3, p. 296-307.